# Локкарт, Брюс
Ро́берт Га́мильтон Брюс Ло́ккарт (англ. Sir Robert Hamilton Bruce Lockhart; 2 сентября 1887, Эйнстер, Файф, Шотландия, — 27 февраля 1970, Лондон) — британский дипломат, тайный агент, журналист, писатель.

## Биография
Родился в небольшом городе Эйнстер в Шотландии и был первым из пяти сыновей Роберта Брюса Локкарта, директора Академии Уэйда (англ. Waid Academy). Учился в Феттес-колледже (англ. Fettes College) в Эдинбурге. В 1908—1910 годах — хозяин каучуковой плантации в Британской Малайе. Заболев малярией, был вынужден вернуться в Англию.
В сентябре 1911 года сдал экзамены и поступил на консульскую службу. В январе 1912 — сентябре 1917 года вице-консул и генеральный консул Великобритании в Москве. В 1913 году женился на Джин Хэйзлвуд (англ. Jean Haslewood).
С января по сентябрь 1918 года глава специальной британской миссии при Советском правительстве. В сентябре Локкарт был арестован. В октябре 1918 года был выслан из Советской России за участие в «заговоре трёх послов» (дело Локкарта). Рассказывая о заговоре, Г. В. Чичерин писал М. М. Литвинову: «Установлено, что только через руки одного из агентов Локхарта, лейтенанта английской службы Рейли, за последние полторы недели прошел один миллион двести тысяч рублей на подкуп».
Сын Локкарта Робин отмечал впоследствии, что его отец «четко и ясно говорил мне, что он взаимодействовал с Рейли гораздо теснее, чем утверждал публично».
Был назначен коммерческим секретарём британской миссии в Праге. Был знаком с Томашем Масариком и Эдвардом Бенешем. В октябре 1922 года оставил дипломатическую службу.
В 1924 году обратился в католицизм. С 1928 года профессиональный журналист, работал в газете «Evening Standard». Написал принёсшие ему известность мемуары, за которыми последовали ещё несколько книг. В 1928 году женился второй раз. 1937—1939 годы провёл, путешествуя по Югославии и Румынии. В 1938 году развёлся.
В сентябре 1939 года с началом войны возвратился на службу в МИД. В начале Второй мировой войны Локхарт — один из руководителей отдела политической разведки английского МИД (1939—1940), английский представитель при временном чехословацком правительстве в Лондоне (1940—1941) и директор Комитета по делам политической войны, ведавшего вопросами пропаганды и разведки (1941—1945).
Автор ряда книг, в том числе воспоминаний о пребывании в Советской России.

## Сочинения
- British Agent (англ.) (Putnam, London, 1933)

Буря над Россией. Исповедь английского дипломата. Рига, 1933.
Локкарт, Роберт. Агония Российской империи. Воспоминания офицера британской разведки. — Алгоритм, 2016. — 1500 экз. — ISBN 978-5-906880-09-3.
- Retreat from Glory (Putnam, London, 1934)
- Return to Malaya (Putnam, London, 1936)
- My Scottish Youth (Putnam, London, 1937)
- Guns or Butter: War countries and peace countries of Europe revisited (Putnam, London, 1938)
- A Son of Scotland (Putnam, London, 1938)
- What Happened to the Czechs? (Batchworth Press, London, 1953)
- Comes the Reckoning (Putnam, London, 1947)
- My Rod, My Comfort (Putnam, London, 1949)
- The Marines Were There: the Story of the Royal Marines in the Second World War (Putnam, London, 1950)
- Scotch: the Whisky of Scotland in Fact and Story (Putnam, London, 1951)

Роберт Брюс Локхарт Виски. Шотландский секрет глазами английского шпиона. Перевод на русский язык. Издательство: КоЛибри, 254 стр. 2007 ISBN 978-5-98720-041-4
- My Europe (Putnam, London, 1952)
- Your England (Putnam, London, 1955)
- Jan Masaryk, a Personal Memoir (Putnam, London, 1956)
- Friends, Foes, and Foreigners (Putnam, London, 1957)
- The Two Revolutions: an Eyewitness Study of Russia, 1917 (Bodley Head, London, 1967)
- The Diaries of Sir Robert Bruce Lockhart (St Martin’s Press, London, 1974)

## Киновоплощения
- Лесли Говард («Британский агент» / British Agent (США, 1934)
- Ян Чарльсон («Рейли: король шпионов[англ.]» / «Reilly: Ace of Spies» (Англия, 1983)
- Андрей Попов (Вихри враждебные, 1953)
- Олег Басилашвили (Заговор послов, 1965)
- Юрис Леяскалнс («Петерс», 1972)
- Сергей Десницкий («20 декабря», 1981)
- Игорь Тихоненко («Синдикат-2», 1981)
- Альгимантас Масюлис («Чичерин», 1986)